# Kevin Kelley
Kevin Daniel Kelley (* 25. März 1943 in Kalifornien; † 6. April 2002 in Los Angeles) war ein US-amerikanischer Schlagzeuger, der durch seine Mitarbeit in den Bands The Rising Sons und The Byrds bekannt wurde.

## Leben
Kelley war ein Cousin des Gründungsmitgliedes der Byrds, Chris Hillman. Während seiner Schulzeit an der Beverly Hills High School spielte er in der Schulband mit. Anschließend studierte er Musik, zuerst am Santa Monica College, später am Los Angeles City College. Nach Beendigung der Schulzeit verpflichtete er sich für drei Jahre bei den US Marines und war ein Jahr lang in Japan stationiert, wo er sich für fernöstliche Religionen zu interessieren begann.
Nach seiner Militärzeit trat er 1965 der Gruppe von Taj Mahal und Ry Cooder, The Rising Sons, bei, wo er das spätere Gründungsmitglied von Spirit, Ed Cassidy, am Schlagzeug ersetzte. In dieser Zeit lernte er auch Gitarre und Klavier zu spielen. Die Rising Sons waren eine Band, die versiert Blues, Folk und Rock mischte und, während der Zeit mit Kelley, um die 20 Studioaufnahmen bewerkstelligte, davon aber nur eine Single veröffentlichen konnte. Die restlichen Aufnahmen erschienen erst 1992 als CD.
Nach Auflösung der Rising Sons 1966 arbeitete er in einem Herrenbekleidungsgeschäft. Im Januar 1968 wurde er von Roger McGuinn und Chris Hillman in die Byrds aufgenommen. McGuinn und Hillman waren Ende 1967 zu einem Byrd Duo geschrumpft, nachdem David Crosby aus der Band geworfen worden und kurz darauf auch Michael Clarke resigniert gegangen war.
Die Byrds traten eine Zeit lang vor kleinem Publikum als Trio auf, bevor Gram Parsons zu ihnen stieß, der, zusammen mit Hillman, die Idee einer puren Country LP durchsetzen konnte. Das Ergebnis Sweetheart Of The Rodeo gilt als ein Meilenstein des Country-Rock. Mit ihrem neuen Programm versuchte das Quartett eine neue Anhängerschaft unter eingefleischten Country-Fans zu erobern und konnte am 15. März 1968 sogar im traditionsreichen Grand Ole Opry auftreten.
Nach einer Europa-Tournee und enttäuschenden Verkaufszahlen des Sweetheart Albums planten die Byrds eine Tournee durch Südafrika. Als Gram Parsons sich, wegen der dortigen Apartheidpolitik weigerte, wurde er aus der Band entlassen und die Byrds waren wieder ein Trio. Im August 1968 stieß der Gitarrist Clarence White zu ihnen.
Auf der Suche nach einem Kompromiss zwischen dem alten Byrds Stil und den neuen Country Einflüssen, kamen Hillman und White zu der Überzeugung, dass Kevin Kelley für ein Country-Rock Programm nicht ‚hart genug’ spielen konnte. Stattdessen wurde er durch Gene Parsons, einem musikalischen Weggefährten von White, ersetzt.
Nach den Byrds schloss Kelley sich der Formation Fever Tree an, die mit ihm 1969 das Album For Sale aufnahm. Gleichzeitig begann er eine Laufbahn als Studiomusiker. So arbeitete er 1969 auf dem Album The Yellow Princess von John Fahey mit, 1970 auf der LP Gunfight at Carnegie Hall von Phil Ochs. 1970 gründete Jesse Barish, ein Freund von Marty Balin (Jefferson Airplane) die Gruppe Jesse, Wolf and Whings. Mit Kevin Kelley am Schlagzeug nahm sie eine Single und ein gleichnamiges Album auf.
1973 spielte Kelley auf der LP What Did You Expect von Michael Cohen und 1974 auf Let The Days Go By von Bryn Haworth.
2003 veröffentlichte Legacy Records eine Deluxe Edition des Albums Sweetheart Of The Rodeo mit einem bisher unveröffentlichten Song. Auf All I Have Is Memories war Kevin Kelly der Leadsänger.
Er verstarb am 6. April 2002 in Los Angeles im Alter von 59 Jahren an natürlichen Ursachen.